# Stipnotering
Een stipnotering of stip is een kwalificatie voor een snel stijgende of hoog binnenkomende single in de Nederlandse Top 40. Stipnoteringen worden in een zwart-wit afgedrukte hitparade in een roodgekleurde sjabloon weergegeven. De naam is rond 1963 in Nederland geïntroduceerd door Joost den Draaijer, die iedere woensdagavond tussen 19.00 en 20.00 uur op Radio Veronica de Amerikaanse hitparade ("TOP 100") volgens het Amerikaanse muziekvakblad Cashbox presenteerde. De posities van noteringen met hitpotentie waren daarin afgedrukt in een rood rondje - "bullet" -, wat door hem werd vertaald met "stip". (In de Billboard Hot 100 werden potentiële hits aangegeven met een ster: "Star Performer").
Een hit krijgt in die top 40 een stipnotering indien:
- (bij een nieuwe binnenkomer) de plaat op nummer 30 of hoger binnenkomt in de lijst
- (bij een stijger) de plaat tussen de nummers 30 en 11 minstens 3 plaatsen stijgende op de lijst is
- (binnen de top 10) de plaat één plaats of meer stijgende op de lijst is
- (op nummer twee) de plaat blijft staan, maar aanzienlijk inloopt op de nummer 1
- (op nummer één) de plaat blijft staan, maar ten opzichte van de vorige week aanzienlijk meer verkocht is.

Sinds 1983 bestaat er ook een superstip. De criteria daarvoor zijn:
- (bij een nieuwe binnenkomer) de plaat komt in de lijst op de 25e plaats of hoger binnen
- (bij een stijger) de plaat stijgt tussen de nummers 25 en 11 met 10 plaatsen in de lijst of meer
- (binnen de top 10) de plaat stijgt in de lijst 5 plaatsen of meer.

De enige platen die ooit op nummer 1 bleven staan met een superstip, waren We are growing (Shaka Zulu) van Margaret Singana (1989), Ik zing dit lied voor jou alleen van Jantje Smit (1997), Shape of You van Ed Sheeran (2x, 2017), Perfect van Ed Sheeran (2017) en Arcade van Duncan Laurence (2x, 2019).